# Fat Wreck Chords
Fat Wreck Chords je kalifornské nezávislé hudební nakladatelství ze San Francisca zaměřené na punk rock. Label založili Fat Mike (zpěvák a baskytarista skupiny NOFX) a jeho bývalá manželka Erin v roce 1990. Vydavatelství není členem Recording Industry Association of America (RIAA).
Kromě vlastní skupiny NOFX u vydavatelství vycházejí například alba od Good Riddance, Descendents nebo Lagwagon. V minulosti u Fat Wreck Chords vycházela i alba Anti-Flag nebo Rancid. V současné době stojí za zmínku působnost kapely Rise Against. Původně label vydával pouze alba kalifornských skupin, v současnosti vycházejí alba kapel z celého světa, například japonských Hi-Standard.
Název vydavatelství je slovní hříčkou, protože se i přes odlišné hláskování čte jako „Fat Records“.